# Hans-Peter Meinecke
Hans-Peter Meinecke (* 27. Januar 1944 in Wuppertal) ist ein deutscher Politiker der SPD.

## Ausbildung und Beruf
Hans-Peter Meinecke erlangte 1960 die Mittlere Reife und 1973 die Fachhochschulreife. Von 1974 bis 1975 besuchte er die Höhere Landespolizeischule (jetzt: Fachhochschule für Öffentliche Verwaltung). Von 1960 bis 1963 war in einer Weberei beschäftigt. Von 1963 bis 1965 erhielt er eine Ausbildung bei der Polizei NRW. Von 1965 bis 1969 leistete er Wach- und Wechseldienst bei der Schutzpolizei. 1969 wechselte er zur Kriminalpolizei. Zuletzt war bis 1995 Leiter des polizeilichen Staatsschutzes in Wuppertal.

## Politik
Hans-Peter Meinecke ist seit 1970 Mitglied der SPD. Von 1987 bis 1988 war er stellvertretender Unterbezirksvorsitzender der SPD. Von 1985 bis 1986 und von 1993 bis 1995 war er Mitglied des Unterbezirksvorstands. Seit 1973 ist er Ortsvereinsvorstand. Weitere Stationen seiner politischen Laufbahn waren: von 1979 bis 1989 Mitglied der Bezirksvertretung West in Remscheid; von 1984 bis 1989 sachkundiger Bürger in Ausschüssen des Rates der Stadt Remscheid. Von 1989 bis 2014 war Meinecke Mitglied des Rates der Stadt Remscheid, dort war er Mitglied des Fraktionsvorstandes und Vorsitzender des Schulausschusses. Von 1994 bis 1995 war er dessen stellvertretender Vorsitzender. Seit 1995 übte er das Amt des Fraktionsvorsitzenden aus. Darüber hinaus gehört er der Gewerkschaft der Polizei und der AWO als Mitglied an.
Hans-Peter Meinecke war direkt gewähltes Mitglied des 12. und 13. Landtages von Nordrhein-Westfalen von 1995 bis 2005.